# Racine (Minnesota)
Racine es una ciudad ubicada en el condado de Mower en el estado estadounidense de Minnesota. En el Censo de 2010 tenía una población de 442 habitantes y una densidad poblacional de 253,58 personas por km².

## Geografía
Racine se encuentra ubicada en las coordenadas 43°46′34″N 92°28′50″O / 43.77611, -92.48056. Según la Oficina del Censo de los Estados Unidos, Racine tiene una superficie total de 1.74 km², de la cual 1.74 km² corresponden a tierra firme y (0%) 0 km² es agua.

## Demografía
Según el censo de 2010, había 442 personas residiendo en Racine. La densidad de población era de 253,58 hab./km². De los 442 habitantes, Racine estaba compuesto por el 98.87% blancos, el 0.23% eran afroamericanos, el 0% eran amerindios, el 0% eran asiáticos, el 0% eran isleños del Pacífico, el 0% eran de otras razas y el 0.9% pertenecían a dos o más razas. Del total de la población el 1.36% eran hispanos o latinos de cualquier raza.